# Température pseudo-potentielle du thermomètre mouillé
La température pseudo-potentielle du thermomètre mouillé (θw), ou souvent appelée température potentielle du thermomètre mouillé, est la température qu’aurait une particule d’air après avoir subi un refroidissement adiabatique par ascendance jusqu’au niveau de saturation puis ayant été redescendue jusqu'à la pression de 100 kPa (1 000 mbar) par une compression adiabatique dans un processus adiabatique saturé (en fournissant l'humidité pour la garder à saturation malgré le réchauffement).

## Processus conservatif
Le fait de suivre la relation pression-température qui correspond à la pseudo-adiabatique humide lors de la compression vers 100 kPa signifie que la parcelle qui descend suit un taux de variation de la température qui est neutre par rapport à l'environnement. Ainsi, quelle que soit l'altitude le long de sa descente, elle ne subira pas de poussée d'Archimède vers le haut ou le bas de la même façon que la gravité ne déplace pas une bille sur une surface plane horizontale.
Ceci signifie que θw est une quantité constante pour cette parcelle et peut servir pour la caractériser.

## Utilisation
À cause de son caractère conservatif, θw est utilisé pour comparer le contenu en eau des différentes couches de l'atmosphère dans un radiosondage. En effet, l'atmosphère est composée de différentes masses d'air qui ont des caractéristiques particulières de températures et d'humidité. Lorsque deux masses d'air se rencontrent, la frontière est appelée front. Le long de cette bordure, l'air de la masse d'air plus doux se retrouve en altitude et on peut donc noter une différence de θw avec l'altitude.
Cette analyse permet de connaître les masses d'air en présence, la hauteur du changement, la pente du front et une idée de la stabilité de l'air.